# Hirtacina
Hirtacina (en griego, Ὑρτακίνα) es el nombre de una antigua ciudad griega ubicada en el suroeste de la isla de Creta. El área estuvo habitada al menos desde la Edad del Hierro temprana pero su época de mayor esplendor se sitúa en el siglo IV a. C.
Es citada en el Periplo de Pseudo-Escílax Entre los siglos IV y III a. C. formó parte de una liga de ciudades llamada «Federación de los montañeses» (Ομοσπονδία των Ορείων), junto a Éliro, Liso, Sía, Tarra y Pecilasio.
Se conservan monedas acuñadas por Hirtacina fechadas entre 330 y 280/70 a. C. donde figura la inscripción ΥΡ, ΥΡΤΑ o ΥΡΤΑΚΙΝΙΩΝ y también hay testimonios numismáticos de que las ciudades de Hirtacina y Liso acuñaron monedas conjuntamente hacia fines del siglo IV o principios del III a. C. En estas monedas figuran las inscripciones Λ-Υ, ΥΡ-ΛΙ o ΥΡ-ΛΙΣΙΩΝ.
Es mencionada también en la lista de las ciudades cretenses que firmaron una alianza con Eumenes II de Pérgamo en el año 183 a. C.
Se conservan algunos restos arqueológicos como muros de fortificación, tumbas y hallazgos procedentes de un santuario de aire libre de Pan.